# San Simeone Piccolo
De San Simeone Piccolo is een kerk uit de 18de eeuw aan de kaai van het Canal Grande in het sestiere Santa Croce van de Italiaanse stad Venetië.
De kerk werd van 1718 tot 1738 gebouwd naar de plannen van de Venetiaanse architect Giovanni Antonio Scalfarotto. Het is een eclectisch bouwwerk met sterke invloed van de neoclassicistische architectuur. Het is de jongste kerk van Venetië, gebouwd in Santa Croce, een van de armere sestieri van de stad. De kerk werd ingewijd op 27 april 1738 door Mgr. Gaspare Negri, toenmalig bisschop van Novigrad.
De kerk is een van de eerste zichten op de stad die de reiziger die na een treinreis het treinstation Venezia Santa Lucia uitkomt, ziet aan de overzijde van het Canal Grande. 
In de kerk wordt sinds 2006 de Tridentijnse misviering gebracht door de congregatie van de Priesterbroederschap van Sint Petrus.